# 브랜던 마닐로
브랜던 마닐로(Brandon Manilow, 1983년 1월 5일 ~ )는 체코의 포르노 배우이다.